# Martin Špegelj
Martin Špegelj (ur. 11 listopada 1927 w Starim Gradacu, zm. 11 maja 2014 w Zagrzebiu) – chorwacki wojskowy (generał) i polityk, minister obrony (1990–1991).

## Życiorys
Kształcił się w szkołach wojskowych w kraju i za granicą. Był dowódcą pułku i dywizji. W latach 1968–1973 był wykładowcą w szkole wojskowej. W latach 1985–1989 dowodził okręgiem wojskowym Zagrzebia.
Był głównym bohaterem „afery Špegelja”, w ramach której kontrwywiad Jugosławii, zdaniem zwolenników Špegelja, usiłował osłabiać zdolności obronne Chorwacji poprzez manipulowanie danymi wywiadowczymi i tworzenie warunków do wprowadzenia stanu wyjątkowego. W trakcie wojny dziesięciodniowej w Słowenii Špegelj opowiadał się za atakiem na siły Jugosłowiańskiej Armii Ludowej. Zainicjował także blokadę koszar. W latach 1990–1991 pełnił funkcję ministra obrony Chorwacji.
Publikował artykuły w tematyce techniki wojskowej, taktyki i strategii. W 2001 roku wydał pamiętnik pt. „Sjećanje Vojnika”.

## Odznaczenia
- Wielki Order Królowej Jeleny (2011)[2]
- Wielki Order Króla Petara Krešimira IV (2000)[3]